# 霍利 (喬治亞州)
霍利（英語：Holley）是位於美國喬治亞州莫雷縣的一個非建制地區。該地的面積和人口皆未知。

## 地理
霍利的座標為34°39′48″N 84°49′44″W / 34.66333°N 84.82889°W，而該地的平均海拔高度為221米（即725英尺）。